# 巴黎-薩克雷高等師範學校
巴黎-萨克雷高等师范学校，以下简称巴黎-萨克雷高师，是位于法国巴黎市郊伊韦特河畔日夫镇的一所大学校，是法国的四所高等师范之一。
巴黎-萨克雷高师是巴黎-萨克雷高校基地 （页面存档备份，存于）的发起者之一，这个基地将会成为欧洲最大的多学科高校园区。